# Stefan Lemny
Stefan Lemny, né le 20 juin 1952 à Beia (Roumanie) est un historien franco-roumain, spécialisé dans l'histoire culturelle, l'étude du XVIIIe siècle et la Révolution française.

## Biographie
Après des études à la faculté d'histoire de l'université Alexandru Ioan Cuza de Iași, en Roumanie, de 1972 à 1976, Stefan Lemny travaille au musée d'histoire de Iași (1976-1979), puis à la bibliothèque centrale universitaire (1979-1983) et à l'institut d'histoire A. D. Xenopol (en) (1983-1990) de cette même ville,. Il obtient en 1983 un doctorat en histoire à l'université Alexandru Ioan Cuza de Iași,.
Établi à Paris depuis 1990, il intègre alors la Bibliothèque nationale (devenue BnF en 1994), où il est chargé des collections d'histoire pour l'Europe centrale et orientale de 2005 à 2018. Il obtient un diplôme d'études approfondies de l'université Paris-I-Sorbonne en 1994 et un doctorat de l'École des hautes études en sciences sociales (EHESS) en 1999, en soutenant la thèse La vie d'un révolutionnaire : Jean-Louis Carra sous la direction d'Emmanuel Le Roy Ladurie,.
Il est spécialiste de la Révolution française et plus récemment de l'étude de la dénonciation. Il travaille également sur l'histoire culturelle du XVIIIe siècle, notamment sur la famille Cantemir. En outre, il est l'auteur d'une biographie d'Emmanuel Le Roy Ladurie.

## Publications

### Livres
- (ro) Stefan Lemny, Originea şi cristalizarea ideii de patrie în cultura română, Bucarest, Minerva, coll. « Universitas », 1986, 235 p. (BNF 34955392)
- (ro) Stefan Lemny, Românii în secolul XVIII : O Bibliografie, vol. 1, Iaşi, université Alexandru Ioan Cuza, coll. « Monografii istorice », 1988 (BNF 40215978)
- (ro) Ştefan Lemny, Sensibilitate şi istorie în secolul XVIII românesc, Bucarest, Meridiane, coll. « Biblioteca de artă », 1990, 239 p. (ISBN 978-973-33-0111-0)
  - (ro) Ştefan Lemny, Sensibilitate si istorie în secolulu XVIII românesc, Iaşi, Polirom, coll. « Colecţia Plural », 2017, 2e éd. (1re éd. 1990), 315 p. (ISBN 978-973-46-6525-9)
- Ştefan Lemny (préf. Emmanuel Le Roy Ladurie), Jean-Louis Carra : 1742-1793 : parcours d'un révolutionnaire, L'Harmattan, coll. « Chemins de la mémoire », 2000, 415 p. (ISBN 978-2-7384-9416-0)
- (ro) Ştefan Lemny (préf. Al. Zub), Întîlniri cu istoria în secolul XVIII: teme şi figuri din spaţiul românesc, Iaşi, université Alexandru Ioan Cuza, coll. « Historica », 2003, 213 p. (ISBN 978-973-8243-84-2)
- Ştefan Lemny (préf. Emmanuel Le Roy Ladurie), Les Cantemir : l'aventure européenne d'une famille princière au XVIIIe siècle, Paris, Complexe, 2009, 367 p. (ISBN 978-2-8048-0170-0) (traduction en roumain par Magda Jeanrenaud, Iaşi, Polirom, 2010 ; 2e éd. (poche), 2013)
- (ro) Ştefan Lemny, Pagini de istorie culturală: idei, mentalităţi, interferenţe, Iaşi, université Alexandru Ioan Cuza, coll. « Historica », 2011, 186 p. (ISBN 978-973-703-709-1)
- Ştefan Lemny, Emmanuel Le Roy Ladurie : une vie face à l'histoire, Paris, Hermann, 2018, 560 p. (ISBN 978-2-7056-9508-8)
- (ro + en + fr) Ştefan Lemny, Dimitrie Cantemir: un principe român în zorile Luminor europene, Dimitrie Cantemir: a Romanian Prince at the Dawn of the European Enlightenment, Dimitrie Cantemir : un prince roumain à l’aube des Lumières européennes, Bucarest, Institutul cultural român, 2019, 186 p. (ISBN 978-973-577-737-1)
- (ro) Stefan Lemny, Dimitrie Cantemir: un destin românesc în luminile europene, Iaşi, Junimea, 2023, 96 p. (ISBN 978-973-37-2667-8)

### Volumes édités
- (ro) Octavian Goga, Stefan Lemny (éditeur) et Mihai Bordeianu (éditeur), Octavian Goga în corespondență, Bucarest, Minerva, 1983, 550 p. (OCLC 1170040131)
- (ro) Ştefan Lemny (éditeur) et Alexandru Zub (introduction), Vasile Pârvan : Interpretat de..., Bucarest, Eminescu, 1984, 432 p. (OCLC 895821518, BNF 34893018)
- (ro) Nicolae Iorga, Stefan Lemny (éditeur scientifique, auteur de la postface) et Rodica Rotaru (éditeur scientifique), Conferinţe: ideea unitǎţii româneşti, Bucarest, Minerva, 1987, 359 p. (OCLC 490043390, SUDOC 007404212)
- (ro) Gheorghe Buzatu (éditeur), Stefan Lemny (éditeur) et Ioan Saizu (éditeur), Eminescu: sens, timp și devenire istorică, Iaşi, université Alexandru Ioan Cuza, 1988, 1067 p. (BNF 40224197)
- (ro) Alexandru Dimitrie Xenopol, Stefan Lemny (éditeur) et Alexandru Istrate (éditeur), Istoria românilor din Dacia Traiană : Epoca fanarioților, Iaşi, université Alexandru Ioan Cuza, 2021, 694 p. (ISBN 978-606-714-514-4)
- Alphonse Dupront et Stefan Lemny (édition critique et introduction), Alphonse Dupront, de la Roumanie : textes suivis d'une correspondance avec Emil Cioran, Mircea Eliade et Eugène Ionesco, Paris, Presses de l'Inalco, coll. « Europe(s) », 2023, 340 p. (ISBN 978-2-85831-428-7)